# Multhan (stato)
Lo Stato di Multhan fu uno stato principesco del subcontinente indiano, avente per capitale la città di Multhan.

## Storia
Il 13 ottobre 1657 venne fondato lo stato principesco di Multhan come jagir retto dal thakorato Rajput di Dhar, tecnicamente come uno stato feudatario di quest'ultimo, ma de facto retto da un raja semi-indipendente. Lo stato era composto da 29 villaggi.
Durante il periodo del British Raj (dal 1819), Multhan fu soggetto al governo indiretto dell'Agenzia di Bhopawar retta dagli inglesi, sino alla sua annessione all'Agenzia dell'India Centrale.
Nel 1948 lo stato venne annesso all'Unione Indiana dopo la dichiarazione d'indipendenza dell'India.

## Governanti
I governanti di Multhan ebbero il titolo di Raja .

### Raja (Thakores)
- 1691 - 1709          Anup Singh
- 1709 - 17..          Indra Singh
- 17.. - 17..          Raj Singh
- 1756 - ...           Roop Singh
- ... - ... (7 anni)  Chhatra Singh
- ... - ...            Anand Singh
- ... - ...            Lakshman Singh
- 1810 - 1849          Sawai Singh              (m. 1849)
- 1849 - 1900          Dalpat Singh             (n. 1838 - m. 1900)
- 1849 - ....          Rajmata Wagheliji Man  Kunwar (f) - reggente
- 1900 - 26 agosto 1901   interregno
- 26 agosto 1901 - 1947  Bharat Singh           (b. 1894 - m. 1971)
- 26 agosto 1901 - 1915  .... - amministratore